# Donald Campbell (psychologue)
Pour les articles homonymes, voir Donald Campbell et Campbell.
Donald Thomas Campbell, né le 20 novembre 1916 à Grass Lake (Michigan) et mort le 5 mai 1996 à Bethlehem, est un psychologue et professeur d'université américain. Il est connu pour son travail en  méthodologie et pour ses recherches en épistémologie évolutionniste. Il est également un des pères fondateurs de l’expérimentation sociale et de l’évaluation des politiques publiques. 

## Biographie
Son père est éleveur de bétail, puis devient agent agricole, et la famille vit au rythme de ses déplacements professionnels, d'abord au Wyoming, puis en Californie. Avant de commencer ses études universitaires, Donald Campbell travaille durant une année dans un élevage de dindes californien, puis commence ses études supérieures dans un collège local, et s'inscrit à l'université Berkeley en 1935, où il fait une licence de psychologie (1939). Il sert comme réserviste dans la marine, pendant la Seconde Guerre mondiale, puis reprend ses études, et obtient son doctorat de psychologie à Berkeley en 1947. Il enseigne dans plusieurs universités, l'université d'État de l'Ohio (1947-1950), l'université de Chicago (1950-1953) et l'université Northwestern, où il enseigne la psychologie sociale, de 1953 à 1979. Il prend un poste administratif à la Maxwell School of Syracuse University (1979-1982), puis est nommé professeur de psychologie, sciences sociales et éducation à l'université Lehigh, en Pennsylvanie (1982-1994). L'université Lehigh a créé le Donald T. Campbell Social Science Research Prize en son honneur. 
Il est conférencier invité en 1977 pour le cycle William James Lectureship, à l'université Harvard.  
Il occupe la 33e place dans une étude sur les 100 psychologues les plus éminents du XXe siècle, publiée dans la Review of General Psychology en 2002.

## Travaux
Les travaux de Donald Campbell recouvrent des domaines divers, notamment le béhaviorisme, la phénoménologie, le positivisme logique, ou encore la sociobiologie. 
Dès le début de sa carrière de psychologue, il s'intéresse particulièrement à l'étude des fausses connaissances : les partis pris, les préjugés, les théories erronées notamment.  

### Critères de validité
Une des applications de cet intérêt se retrouve dans ses réflexions sur les questions de validité.  
Dans les années 1950, Donald Campbell propose les concepts de validité interne et externe. Il s’agit dans le premier cas de prendre en compte la façon dont une expérience de recherche a été construite et mise en œuvre pour « [limiter] autant que faire se peut les biais imputables aux instruments de collecte ou de traitement des données » (validité interne), et dans le second « d’obtenir des conclusions généralisables à d’autres contextes » que celui de la recherche. 
En 1959, Donald Campbell et Donald W. Fiske, s’appuyant sur la littérature existante, élargissent et précisent sa mesure en proposant 3 critères pour valider des expériences de recherche :  
1. La confirmation par plusieurs procédures de mesure, autant que possible par des méthodes indépendantes, de la relation entre deux variables (Validité convergente);
2. Pour la mesure d’un concept nouveau, Campbell et Fiske formulent le critère de la validité discriminante. En effet, si on veut mesurer un concept nouveau, il faut s’assurer qu’on ne mesure pas en réalité un concept existant. Les tests de ces deux concepts ne doivent donc pas donner des résultats corrélés.
3. Tout test ou mesure est une unité réunissant un contenu spécifique et des procédures de mesure, ces dernières n’étant pas spécifique au contenu mesuré. Lorsque la variance dans les mesures effectuées est due aux procédures de mesure plutôt qu’au contenu observé, le test est invalide.

La méthode qu’ils proposent pour effectuer ces mesures de validité est la matrice multitrait-multiméthode.  
Bien que se situant dans un cadre de psychologie expérimentale, ces critères ont été largement repris, faisant de l'article qui synthétise ces éléments, « Convergent and Discriminant Validation by the Multitrait-Multimethod Matrix », l'un des articles les plus souvent cités dans la littérature en sciences sociales. 
Dans un second ouvrage, « Experimental and Quasi-Experimental designs for research » (1963), co-écrit avec Julian Stanley, Donald Campbell identifie ainsi 16 méthodes de recherche expérimentales, qu’il confronte à 12 causes possibles d’invalidité. Reconnaissant que les expérimentations ne sont pas toujours possibles, ni souhaitables, ils décrivent les conditions pour une approche quasi-expérimentale, dans laquelle la comparaison entre groupe soumis à l’intervention et groupe « sans » est reconstituée ex post.  
Donald Campbell gardera toujours une posture critique vis-à-vis des approches quantitatives et sur leurs conséquences, que l'on retrouve notamment dans la "loi" qui porte son nom.  

### La société expérimentale et la méthode expérimentale
Donald Campbell ne se limite pas à des questions de méthode. Avec « The Experimenting Society » (1968), il déploie également une vision d’ensemble de la façon dont la société pourrait résoudre les problèmes sociaux qu’elle rencontre par l’expérimentation. Cette société serait « non dogmatique » : chaque idée pourrait être testée, évaluée de façon « scientifique » et, sur la base de ses résultats, retenue ou rejetée. Ce processus serait « transparent », de façon que les citoyen·ne·s puissent juger sur pièces de l’efficacité des politiques menées. 
La société expérimentale est pour son auteur une utopie, mais il en tire des aspects très pratiques, notamment dans la considération que les réformes politiques ne sont pas suffisamment bien évaluées. Pour lui, « si le système politique et administratif s’est engagé en avance à ce que ses réformes soient correctement efficaces, il ne peut tolérer d’apprendre leur échec ». Il faut donc construire les réformes comme des expérimentations scientifiques, permettant de les évaluer sans complaisance (hard-headed evaluation) et donnant ainsi aux décideurs la possibilité d’y mettre fin si nécessaire. 
Cette vision de la société expérimentale est indissociable chez Donald Campbell des questions méthodologiques. En effet, pour lui, la méthode de choix pour une évaluation rigoureuse est la méthode expérimentale par assignation aléatoire (randomised controlled trial ou RCT), ou le cas échéant une méthode quasi-expérimentale. 
Dans la suite des travaux de Ronald Fisher et des avancées de la recherche en éducation, il importe en effet cette méthode de recherche pour les expérimentations de programmes sociaux, tenant compte du fait que cette expérimentation ne se fait pas en laboratoire. 
Avec son ouvrage, déjà cité, sur les designs expérimentaux, il propose un cadre méthodologique très complet pour une évaluation « scientifique », qui permet d’écarter certaines des menaces les plus courantes à la validité interne (Biais de sélection, variables externes telles que l’histoire et la maturation).
Cette approche qu’il soutient se retrouve mise en œuvre de fait dans les années 1960 aux États-Unis, notamment avec l’expérimentation d’un crédit d’impôt au New Jersey, le New Jersey Income Maintenance Experiment (1968).

### L’évaluateur accidentel
Donald Campbell ne se définit pas initialement comme un évaluateur, mais de fait, son travail sur l’inférence causale dans le contexte des programmes sociaux en a fait un auteur majeur de l’évaluation et une influence pour de nombreux auteurs subséquents, tels que Peter Rossi ou Thomas D. Cook. C’est pourquoi Shadish et Luellen parlent de lui comme d’un « Accidental Evaluator ». 
Pour lui, l’évaluation des programmes sociaux est d’abord une question de méthode, et il faut donc adapter les méthodes de la recherche au contexte de mise en œuvre de ces programmes. La méthode expérimentale s’avère pour lui la méthode la plus adaptée, mais il n’est pas pour autant le positiviste logique dépeint par d’autres évaluateurs, bien qu’il ait représenté en son temps une conception scientiste de l’évaluation. De fait, pour Campbell, l’évaluation amène des connaissances sur la « réalité » des choses, sans se poser, sauf de façon secondaire, de questions sur les valeurs (qu’est-ce qui compte, sur quels critères évaluer) ou sur l’usage de l’évaluation. Son approche de l’évaluation est ainsi radicalement différente de celle de Michael Scriven, pour qui évaluer, c’est d’abord juger de la valeur.

### Épistémologie évolutionniste
Donald Campbell est un des fondateurs de l’Épistémologie évolutionniste, terme qu’il utilise le premier en 1974. Il s’agit chez Campbell en particulier d’une tentative d’appliquer la théorie de l’évolution aux hypothèses scientifiques. L’acquisition de connaissances est ainsi vue comme un processus de génération et de test systématique d’hypothèses falsifiables, dans laquelle seules celles qui ont résolu les problèmes initiaux sont retenus.
Cette vision éclaire ainsi d’un autre jour l’approche générale de Campbell, dans la mesure où, pour lui, l’expérimentation est essentielle pour évaluer les meilleurs solutions.

## Distinctions
- 1973 : National Academy of Sciences
- 1973 : Académie américaine des arts et des sciences
- 1975-1976 : président de l'Association américaine de psychologie.
- Distinguished Scientific Contribution award de l'Association américaine de psychologie
- Distinguished Scientific Award de la Society of Experimental Social Psychology
- Distinguished Contribution to Research in Education award, de l'American Educational Research Association
- Docteur honoris causa de l'université du Michigan, l'université de Floride, l'université de Chicago, l'université de Californie du Sud, l'université Northwestern et l'université d'Oslo.

## Publications
- Convergent and discriminant validation by the multitrait-multimethod matrix, avec Donald W. Fiske, Psychological Bulletin 56/1959 n°2, p. 81-105, 1959.
- Experimental and Quasi-Experimental Designs for Research, avec Julian C. Stanley, 1963.
- Variation and selective retention in socio-cultural evolution, in Herbert R. Barringer, George I. Blanksten & Raymond W. Mack (éd.), Social change in developing areas: A reinterpretation of evolutionary theory, p. 19–49, Cambridge, Mass.: Schenkman, 1965.
- Ethnocentrism of disciplines and the fish-scale model of omniscience, in M. Sherif & C. W. Sherif (éd.), Interdisciplinary Relationships in the Social Sciences, Boston 1969, p. 328-348, 1969.
- Natural selection as an epistemological model, in Raoul Naroll and Ronald Cohen (éd.), A handbook of method in cultural anthropology, p. 51–85, New York: National History Press, 1970.
- On the genetics of altruism and the counter-hedonic components in human culture, Journal of Social Issues 28 (3), 1972, 21-37.
- Downward causation in hierarchically organised biological systems, In Francisco Jose Ayala and Theodosius Dobzhansky (éd.), Studies in the philosophy of biology: Reduction and related problems, p. 179–186. London/Basingstoke: Macmillan, 1974.
- Unjustified variation and retention in scientific discovery, in Francisco Jose Ayala and Theodosius Dobzhansky (éd.), Studies in the philosophy of biology: Reduction and related problems, p. 141–161. London/Bastingstoke: Macmillan, 1974.
- Evolutionary Epistemology, in The philosophy of Karl R. Popper edited by P. A. Schilpp, 412-463. LaSalle, IL: Open Court, 1974.
- On the Conflicts between Biological and Social Evolution and between Psychology and Moral Tradition, American Psychologist 30: 1103-26, 1975.
- Assessing the Impact of Planned Social Change, Occasional Paper Series, Paper #8, The Public Affairs Center, Dartmouth College, 1976.
- Quasi-Experimentation: Design and Analysis Issues for Field Settings, with Thomas D. Cook, 1979.
- Evolutionary epistemology, in Evolutionary epistemology, rationality, and the sociology of knowledge, p. 47–89, 1987.
- Epistemological roles for selection theory, in Evolution, cognition, and realism: Studies in evolutionary epistemology, p. 1–19, 1990.
- Levels of organization, downward causation, and the selection-theory approach to evolutionary epistemology, in G. Greenberg and E. Tobach (éd.), Theories of the evolution of knowing, p. 1–17,  Hillsdale, NJ: Lawrence Erlbaum, 1990.
- How individual and face-to-face group selection undermine firm selection in organizational evolution, in J.A.C. Baum and J.V. Singh (éd.) Evolutionary dynamics of organizations, p. 23–38, New York: Oxford University Press, 1994.
- Variations in variation and selection: The ubiquity of the variation-and-selective-retention ratchet in emergent organizational complexity, avec M.H.Bickhard, in Foundations of Science, 8(3), 215–282, 2003.